# ستيف فالك
ستيف فالك هو سياسي أمريكي، ولد في 26 أبريل 1958 في مانشستر في الولايات المتحدة. نشط حزبياً في Iowa Democratic Party ‏. وقد انتخب عضو مجلس نواب ولاية آيوا ‏.